# Square de la Vierge-Rouge
Pour l’article homonyme, voir Vierge rouge.
Le square de la Vierge-Rouge (en occitan : placeta de la Verge Roja) est une voie de Toulouse, chef-lieu de la région Occitanie, dans le Midi de la France.

## Situation et accès

### Description
Le square de la Vierge-Rouge est une voie publique. Il se situe à l'ouest du quartier des Minimes.
Il forme un triangle irrégulier d'une superficie d'environ 750 m2. Il est limité à l'ouest par le boulevard de Suisse et au sud par le boulevard de l'Embouchure.

### Voies rencontrées
Le square de la Vierge-Rouge rencontre les voies suivantes, dans l'ordre des numéros croissants :
1. Boulevard de l'Embouchure
2. Boulevard de Suisse

### Transports
Le square de la Vierge-Rouge abrite un arrêt de bus, fréquenté par les lignes de Linéo L1 et de bus 70. Il existe également, le long du boulevard de l'Embouchure, un arrêt de la ligne de bus 15, et, le long des allées de Barcelone et de Brienne, des arrêts de la ligne de bus 63.
Les stations de vélos en libre-service VélôToulouse les plus proches sont les stations no 120 (152 allée de Barcelone) et no 307 (38 boulevard de Suisse).

## Odonymie
Le square est nommé, par décision du conseil municipal du 18 décembre 2009, en l'honneur du Stade toulousain, surnommé la « Vierge rouge » à la suite de son premier titre de champion de France en 1912. Cette récompense intervenait alors que le club toulousain était resté invaincu lors de la saison. Le stade des Ponts-Jumeaux, où joua le club entre 1907 et 1980, se trouvait également à proximité du square de la Vierge-Rouge : il fut démoli à la suite de l'aménagement de la rocade ouest et de l'échangeur des Ponts-Jumeaux.
Plusieurs joueurs de l'équipe de 1912, dont Alfred Mayssonnié, engagés dans le conflit de la Première Guerre mondiale, moururent au front. Le square de la Vierge-Rouge se trouve d'ailleurs à proximité du square de l'Héraclès, où fut élevé en 1925 le monument au Sport, à l'initiative du comité des Pyrénées de la Fédération française de rugby, dirigé par Paul Voivenel,.

## Histoire
L'espace de l'actuel square de la Vierge-Rouge est délimité en 1968, à la suite de la construction du pont Sanières, sur le canal du Midi. En effet, à la suite de l'impossibilité d'aménager les Ponts Jumeaux au trafic automobile, la municipalité décide la construction d'un nouveau pont plus en amont : il est rendu accessible par le percement, au sud du canal, de la rue du Docteur-Louis-Sanières, et, au nord, d'une nouvelle voie de raccordement entre le boulevard de l'Embouchure et le boulevard de Suisse.
L'espace central du square est pourtant laissé à l'abandon. Ce n'est qu'en 2009, dans le contexte de la réalisation de la zone d'aménagement concerté (ZAC) des Ponts-Jumeaux, que la municipalité décide d'attribuer un nom à la petite place. En 2021, dans le cadre de la consultation citoyenne « Mes idées pour mon quartier ! », une proposition de végétalisation du square est retenue, : les travaux en sont réalisés en 2024.